# Brian Chatterton
Brian D. E. Chatterton (* 1943) ist ein kanadischer Paläontologe, der als führender Trilobiten-Forscher gilt.
Chatterton studierte an der Australian National University. Er ist emeritierter Professor an der University of Alberta.
Neben Trilobiten befasst er sich auch mit Conodonten und Schnabelschalern (Rostroconchia) des Ordovizium bis Devon. Mit Richard Fortey führte er 1988 die Trilobiten-Ordnung Asaphida ein. Im Treatise on Invertebrate Paleontology schrieb er 1997 mit S. E. Speyer das Kapitel über die Entwicklungsstufen (Ontogenese) der Trilobiten.